# Jassidophaga argentisegmentata
Jassidophaga argentisegmentata är en tvåvingeart som först beskrevs av Enrico Adelelmo Brunetti 1912. Jassidophaga argentisegmentata ingår i släktet Jassidophaga och familjen ögonflugor.
Artens utbredningsområde är Myanmar. Inga underarter finns listade i Catalogue of Life.